# Ісхак Гаю
Ісхак Гаю (араб. إسحاق غايو; нар. 24 січня 1995) — алжирський борець греко-римського стилю, триразовий срібний та бронзовий призер чемпіонатів Африки, срібний призер Африканських ігор, переможець Середземноморського чемпіонату, учасник Олімпійських ігор.

## Спортивні результати на міжнародних змаганнях

### Виступи на Олімпіадах
| Змагання                    | Збірна | Вагова категорія                 | Місце |
| --------------------------- | ------ | -------------------------------- | ----- |
| Літні Олімпійські ігри 2024 | Алжир  | греко-римська боротьба, до 67 кг | 16    |

### Виступи на Чемпіонатах світу
| Змагання                        | Збірна | Вагова категорія                 | Місце |
| ------------------------------- | ------ | -------------------------------- | ----- |
| Чемпіонат світу з боротьби 2022 | Алжир  | греко-римська боротьба, до 67 кг | 25    |
| Чемпіонат світу з боротьби 2023 | Алжир  | греко-римська боротьба, до 67 кг | 28    |

### Виступи на Чемпіонатах Африки
| Змагання                         | Збірна | Вагова категорія                 | Місце  |
| -------------------------------- | ------ | -------------------------------- | ------ |
| Чемпіонат Африки з боротьби 2018 | Алжир  | греко-римська боротьба, до 67 кг | Бронза |
| Чемпіонат Африки з боротьби 2020 | Алжир  | греко-римська боротьба, до 67 кг | Срібло |
| Чемпіонат Африки з боротьби 2022 | Алжир  | греко-римська боротьба, до 67 кг | Срібло |
| Чемпіонат Африки з боротьби 2023 | Алжир  | греко-римська боротьба, до 67 кг | Срібло |

### Виступи на Африканських іграх
| Змагання              | Збірна | Вагова категорія                 | Місце  |
| --------------------- | ------ | -------------------------------- | ------ |
| Африканські ігри 2024 | Алжир  | греко-римська боротьба, до 67 кг | Срібло |

### Виступи на Середземноморських чемпіонатах
| Змагання                                     | Збірна | Вагова категорія                 | Місце  |
| -------------------------------------------- | ------ | -------------------------------- | ------ |
| Середземноморський чемпіонат з боротьби 2018 | Алжир  | греко-римська боротьба, до 67 кг | Золото |

### Виступи на Середземноморських іграх
| Змагання                    | Збірна | Вагова категорія                 | Місце  |
| --------------------------- | ------ | -------------------------------- | ------ |
| Середземноморські ігри 2022 | Алжир  | греко-римська боротьба, до 67 кг | Срібло |

| Змагання                          | Збірна | Вагова категорія                 | Місце |
| --------------------------------- | ------ | -------------------------------- | ----- |
| Ігри ісламської солідарності 2022 | Алжир  | греко-римська боротьба, до 67 кг | 8     |

### Виступи на інших змаганнях
| Змагання                                                          | Збірна | Вагова категорія                 | Місце  |
| ----------------------------------------------------------------- | ------ | -------------------------------- | ------ |
| Гран-прі Угорщини з боротьби 2019                                 | Алжир  | греко-римська боротьба, до 67 кг | 22     |
| Турнір Дана Колова — Николи Петрова 2022                          | Алжир  | греко-римська боротьба, до 67 кг | 7      |
| Турнір Ібрагіма Мустафи 2023                                      | Алжир  | греко-римська боротьба, до 67 кг | 16     |
| Арабський чемпіонат з боротьби 2023                               | Алжир  | греко-римська боротьба, до 67 кг | Срібло |
| Олімпійський кваліфікаційний турнір з боротьби 2024 (Александрія) | Алжир  | греко-римська боротьба, до 67 кг | Золото |
| Меморіал Імре Поляка та Яноша Варги 2024                          | Алжир  | греко-римська боротьба, до 67 кг | 12     |
| Кубок Владислава Пітласинські 2024                                | Алжир  | греко-римська боротьба, до 67 кг | 5      |